# 東勝寺 (藤沢市)

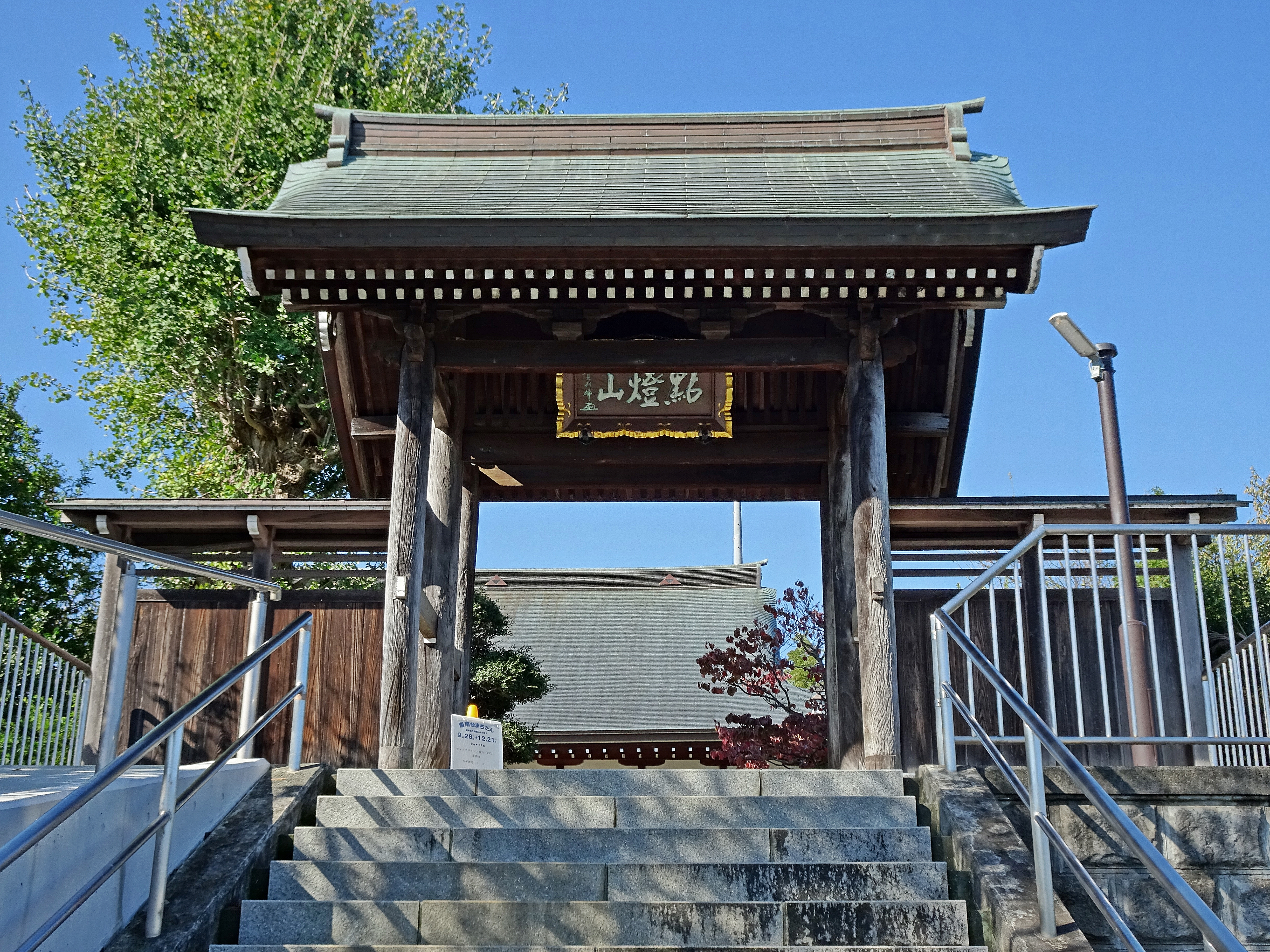
東勝寺山門

東勝寺（とうしょうじ）は、神奈川県藤沢市にある臨済宗円覚寺派の寺院。山号は点燈山。

## 歴史
秋雄和尚によって南北朝時代（1300年代）に創建された。東勝寺（鎌倉市）で、執権北条高時一族が滅亡（1333年）したことを悼み、密かに建立されたと伝えられている。そのため、山号を再び燈を点じる点燈山と呼ぶ。後に中興の祖、天遊和尚（慶長14年・1609年没）によって寺は一新された。
しかし江戸時代後期に現在の山門（貞享3年・1686年　鎌倉大工渋沢七郎兵衛　造）を残して焼失。その後延享3年（1746年）に再建されたのが旧本堂である。関東大震災でも被害を受け、幾度も修復されたが雨漏りなど老朽化が激しく、平成5年（1993年）に現在の住職の元に再建が発願。平成9年（1997年）に本堂と客殿の新築および山門の修復が完成した。本堂の欄間には再建時（延享3年1746年）のものがはめ込まれている。

## 本尊
- 阿弥陀如来 - 阿弥陀三尊。中尊は阿弥陀如来坐像、像高34.6センチメートル。両脇侍の像高は観音菩薩立像46.7センチメートル、勢至菩薩立像46.8センチメートル。寄木造、玉眼、江戸時代の作[2]。

東勝会と称した各会があり、地域住民が参加できる。
・東詠会（御詠歌）　・東禅会（坐禅）　・東心会（写経）　・東茶会（茶道）
またおとなの寺子屋、学生団体による子ども食堂、ＮＰＯ法人による日本語教室、学習支援、国際交流会などが定期的に開催されている

## アクセス
- 鉄道
  - 湘南台駅（小田急電鉄・相模鉄道・横浜市営地下鉄)　より徒歩約15分
  - 長後駅（小田急電鉄）　より徒歩約20分